# Keystudio
Keystudio è una compilation del 2001 del gruppo del gruppo progressive inglese Yes.

## Brani
L'album raccoglie i brani in studio precedentemente pubblicati negli album doppi, parzialmente live, Keys to Ascension e Keys to Ascension 2. L'unica parte inedita e l'ultima che vi realizzarono assieme al tastierista Rick Wakeman per il brano Children of Light di Keys to Ascension 2, che su Keystudio appare, tra l'altro, con un titolo leggermente diverso: Children of the Light. La sonorità del disco segue il nome, da studio appunto, risultando ben differente da quella dei 2 CD doppi che propongono un suono simile ai brani live, con il basso elettrico in evidenza.

## Storia
Il CD è uscito sul mercato europeo al 21/05/2001 con codice EAN 5050159117727 e solo successivamente, al 07/09/2002, uscì sul mercato americano con il codice UPC 06076811792. Il disco ha avuto una bassa tiratura di stampa su entrambi i mercati, è di difficile reperibilità e spesso viene quotato molto, proprio per il valore collezionistico.

## Tracce
1. Foot Prints (Jon Anderson/Chris Squire/Alan White/Steve Howe) - 9:09
2. Be The One (Jon Anderson/Chris Squire/Steve Howe) - 9:52
3. Mind Drive (Jon Anderson/Chris Squire/Alan White/Steve Howe/Rick Wakeman) - 18:38
4. Bring Me To The Power (Jon Anderson/Steve Howe) - 7:25
5. Sign Language (Steve Howe/Rick Wakeman) - 3:29
6. That, That Is (Jon Anderson/Chris Squire/Steve Howe/Alan White) - 19:15
7. Children of the Light - 6:35
  1. Lightning (Rick Wakeman)
  2. Children of Light (Jon Anderson/Vangelis/Chris Squire)
  3. Lifeline (Rick Wakeman/Steve Howe)

## Formazione
- Jon Anderson - voce
- Chris Squire - basso, voci
- Rick Wakeman - tastiere
- Alan White - batteria
- Steve Howe - chitarre, voci